# Alberto Palacio

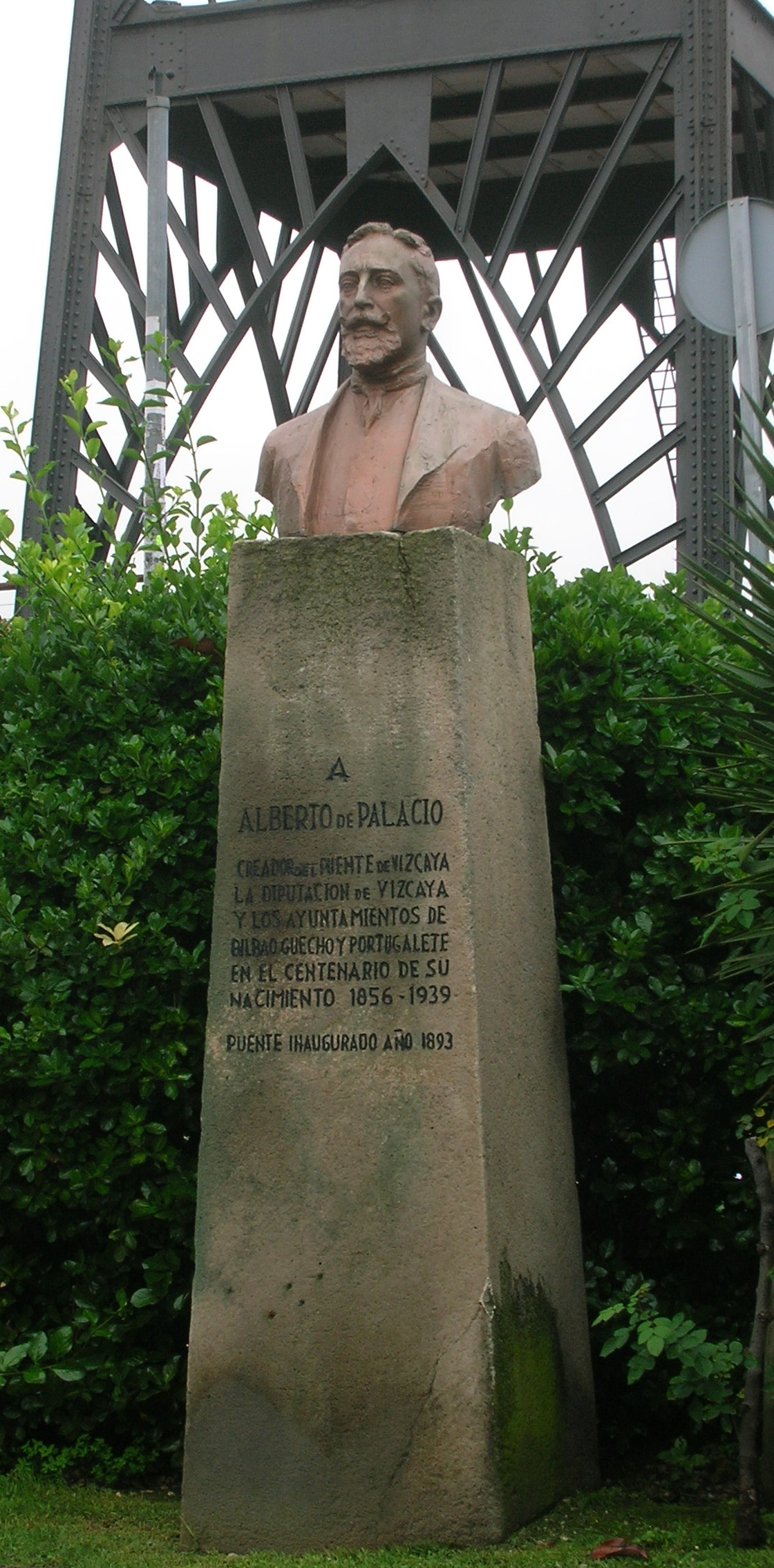
Minnesmärke i Getxo

Alberto de Palacio y Elissague, född 1856, död 1939, var en spansk ingenjör och arkitekt. Han föddes i Sare i norra Baskien och växte upp i Bilbao.
Han studerade arkitektur i Barcelona och fortsatte sin utbildning i Paris, där han läste matematik, teknologi, astronomi och medicin. Han var också en av Gustave Eiffels elever.
Mellan 1890 och 1893 arbetade han på sitt viktigaste projekt, världens första hängfärja - Biscayabron - som byggdes över floden Nervion, mellan Portugalete och Getxo i provinsen Biscaya. 
Palacios arkitektur karakteriseras av en strävan att integrera både funktionalitet och innovationer, där järn och glas spelar en viktig roll. 
Palacio utförde viktiga arbeten i Madrid, där han deltog i byggandet av Kristallpalatset (Palacio de Cristal) och Velázquezpalatset (El Palacio de Velázquez) i Retiroparken tillsammans med arkitekten Ricardo Velázquez Bosco och keramikern Daniel Zuloaga.
Mellan 1889 och 1892 byggde han järnvägsstationen Atocha i samarbete med ingenjören Saint-James.

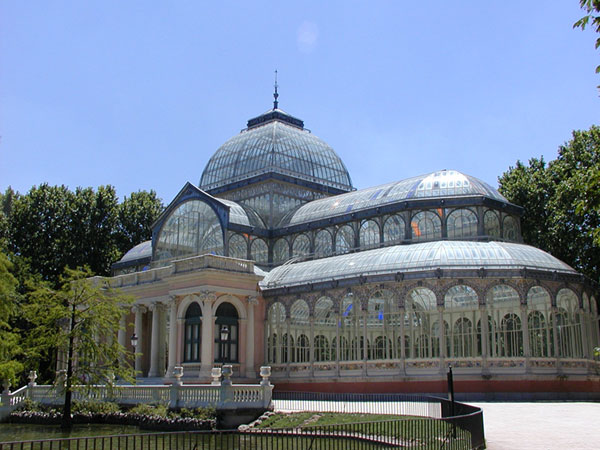
Kristallpalatset
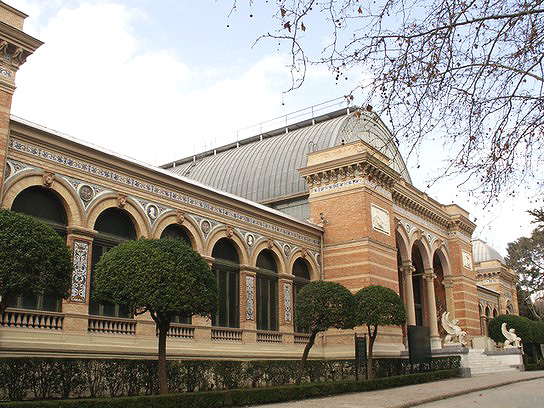
Velázquezpalatset
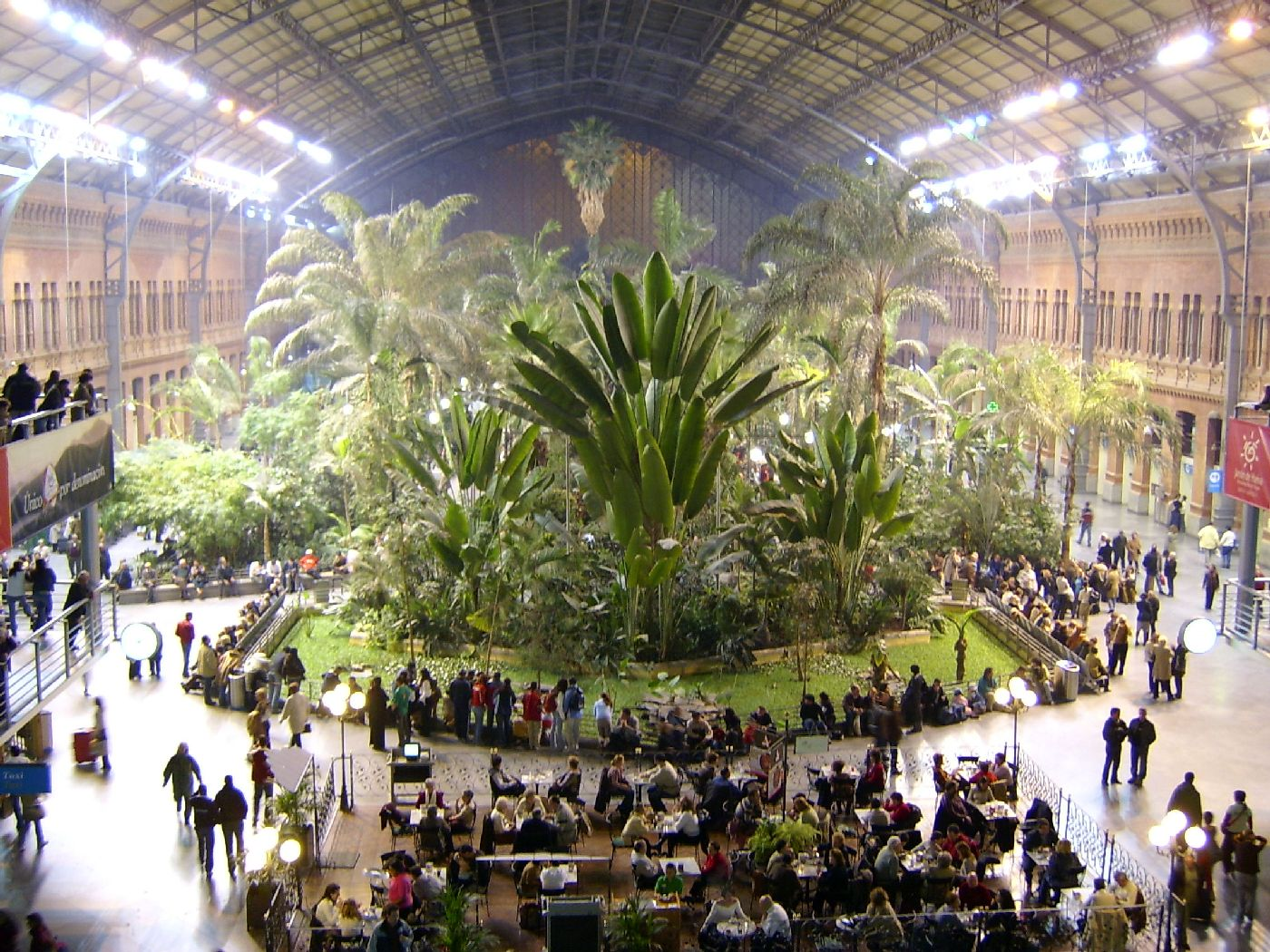
Atocha-stationen
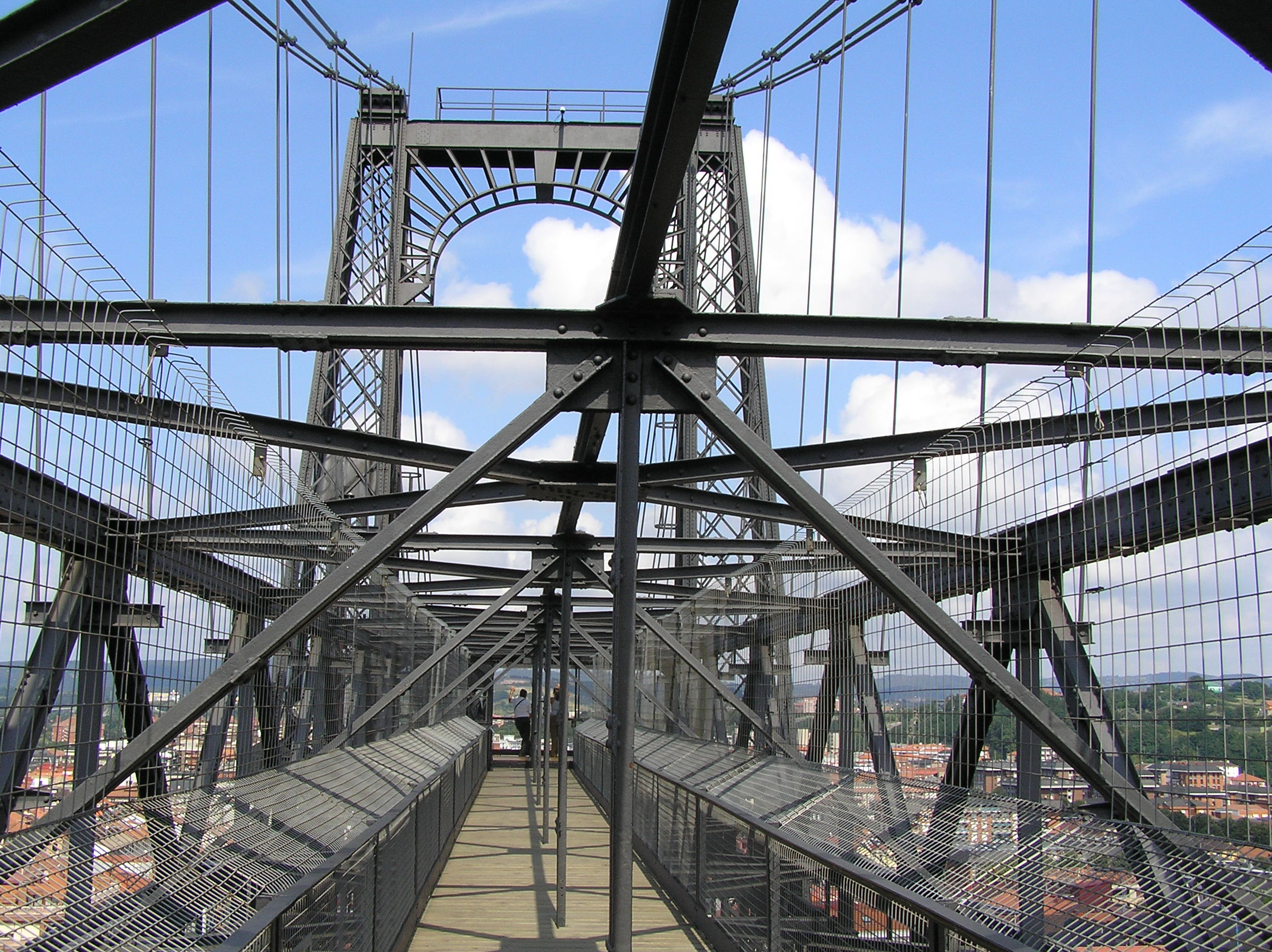
Biscayabron